# سيف فليشهر
سيف فليشهر أو الآن الآن وليس غداً هي أغنية من كلمات الشاعر سعيد عقل وألحان الأخوين رحباني،  غنتها فيروز ضمن ألبوم (القدس في البال) الذي صدر عام 1967.
غنت فيروز هذه الأغنية القصيرة في معرض دمشق الدولي عام 1966، وهي تتحدث عن ضرورة عودة الفلسطينيين إلى أراضيهم المحتلة، والمقصود هنا هو أرض فلسطين التي احتلت عام 1948، حيث أن كلاّ من الضفة الغربية، وقطاع غزة لم يكونا قد احتلا بعد.
لكن هذه الأغنية لا تذاع الآن إلاّ نادراً، إذ أنها غير مصورة على ما يبدو، ناهيك عن كون موقفها السياسي مخالف للرؤية الحالية للحكومات العربية حول إدارة الصراع العربي الإسرائيلي.

الغلاف الخلفي لأسطوانة معرض دمشق، مكتوب عليها قصيدتي "خذني بعينيك"، و"الآن الآن وليس غداً".